# Liste des intercommunalités de la Lozère

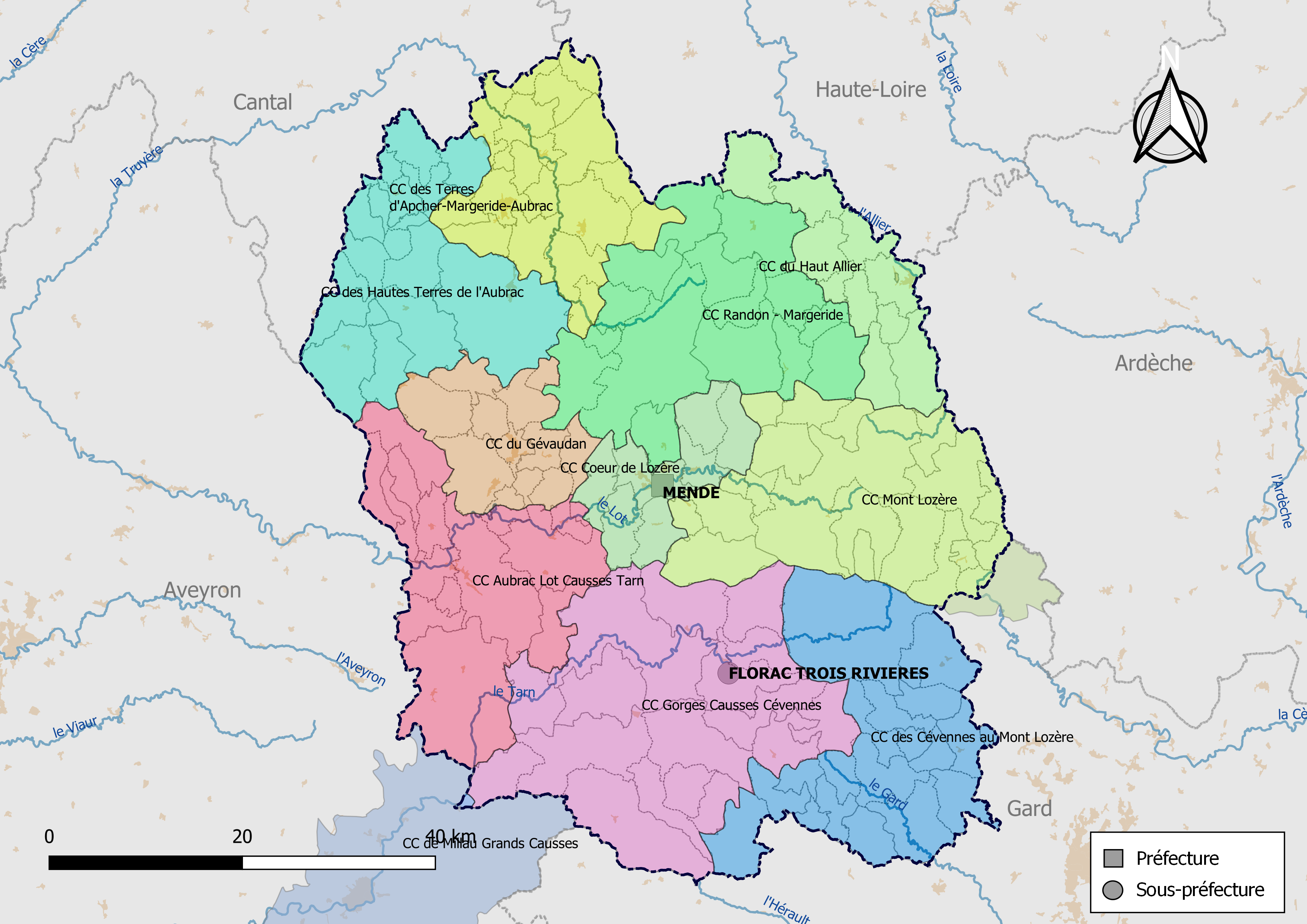
Carte des EPCI de la Lozère au 1er janvier 2019.

Depuis le 1er janvier 2017, le département de la Lozère compte 10 établissements publics de coopération intercommunale à fiscalité propre dont le siège est dans le département (10 communautés de communes), dont un qui est interdépartemental. Par ailleurs 1 commune est groupée dans une intercommunalité dont le siège est situé en Aveyron.
Ce découpage correspond au schéma départemental de coopération intercommunale, adopté le 12 février 2016 par la CDCI.

## Intercommunalités à fiscalité propre
| Forme juridique                                           | Nom                                     | no SIREN  | Date de création | Nombre de communes         | Population (der. pop. légale) | Superficie (km2) | Densité (hab./km2) | Siège                 | Président           |
| --------------------------------------------------------- | --------------------------------------- | --------- | ---------------- | -------------------------- | ----------------------------- | ---------------- | ------------------ | --------------------- | ------------------- |
| Communauté de communes                                    | CC Cœur de Lozère                       | 244800405 | 14 décembre 2001 | 7                          | 15 632 (2021)                 | 212,60           | 74                 | Mende                 | Laurent Suau        |
| Communauté de communes                                    | CC des Terres d'Apcher-Margeride-Aubrac | 200069185 | 1er janvier 2017 | 20                         | 10 484 (2022)                 | 435,10           | 24                 | Saint-Chély-d'Apcher  | Christophe Gache    |
| Communauté de communes                                    | CC du Gévaudan                          | 244800470 | 31 décembre 2003 | 12                         | 9 667 (2021)                  | 264,50           | 37                 | Marvejols             | Patricia Brémond    |
| Communauté de communes                                    | CC Aubrac Lot Causses Tarn              | 200069268 | 1er janvier 2017 | 15                         | 7 896 (2021)                  | 582,30           | 14                 | La Canourgue          | Jean-Claude Saleil  |
| Communauté de communes                                    | CC Gorges Causses Cévennes              | 200069151 | 1er janvier 2017 | 17                         | 6 907 (2021)                  | 906,70           | 8                  | Florac Trois Rivières | Henri Couderc       |
| Communauté de communes                                    | CC Mont Lozère                          | 200069128 | 1er janvier 2017 | 21 (dont 2 dans le Gard)   | 5 727 (2021)                  | 716,30           | 8                  | Mont Lozère et Goulet | Jean de Lescure     |
| Communauté de communes                                    | CC du Haut Allier                       | 200006930 | 7 décembre 2006  | 10                         | 5 173 (2021)                  | 282,80           | 18                 | Langogne              | Francis Chabalier   |
| Communauté de communes                                    | CC Randon - Margeride                   | 200069102 | 1er janvier 2017 | 15                         | 5 234 (2021)                  | 654,50           | 8                  | Rieutort-de-Randon    | Francis Saint-Léger |
| Communauté de communes                                    | CC des Cévennes au Mont Lozère          | 200069136 | 1er janvier 2017 | 19                         | 5 055 (2021)                  | 619,30           | 8                  | Le Collet-de-Dèze     | Michel Reydon       |
| Communauté de communes                                    | CC des Hautes Terres de l'Aubrac        | 200069144 | 1er janvier 2017 | 17                         | 5 018 (2021)                  | 549,70           | 9                  | Peyre en Aubrac       | Alain Astruc        |
| Intercommunalité dont le siège est situé hors département |                                         |           |                  |                            |                               |                  |                    |                       |                     |
| Communauté de communes                                    | CC de Millau Grands Causses             | 241200567 | 27 décembre 1999 | 15 (dont 1 dans la Lozère) | 29 193 (2021)                 | 511,70           | 57                 | Millau (Aveyron)      | Emmanuelle Gazel    |

## Historique du découpage intercommunal

### Évolutions au1erjanvier 2017
- création de la communauté de communes Aubrac Lot Causse et Pays de Chanac par fusion de la communauté de communes Aubrac-Lot-Causse, de la communauté de communes du Causse du Massegros et de la communauté de communes du Pays de Chanac,
- extension de la communauté de communes des Cévennes au Mont Lozère à la communauté de communes de la Cévenne des Hauts Gardons et à la communauté de communes de la Vallée Longue et du Calbertois en Cévennes,
- extension de la communauté de communes Cœur de Lozère aux communes de Balsièges et Saint-Bauzile (de la communauté de communes du Valdonnez) et de Barjac (issue de la communauté de communes du Pays de Chanac),
- création de la communauté de communes Gorges Causses Cévennes par fusion de la communauté de communes des Gorges du Tarn et des Grands Causses, de la communauté de communes Florac Sud Lozère et de la communauté de communes de la Vallée de la Jonte,
- extension de la communauté de communes du Haut Allier aux communes de Chambon-le-Château, Saint-Bonnet-Laval et Saint-Symphorien,
- création de la communauté de communes des Hautes Terres de l'Aubrac par fusion de la communauté de communes des Hautes Terres, la communauté de communes de l'Aubrac lozérien et la communauté de communes de la Terre de Peyre,
- création de la communauté de communes Mont Lozère par fusion de la communauté de communes du Goulet-Mont Lozère et de la communauté de communes de Villefort, avec extension à Brenoux, Lanuéjols et Saint-Étienne-du-Valdonnez (issues de la communauté de communes du Valdonnez) et à Laubert et Montbel (issues de la communauté de communes du canton de Châteauneuf-de-Randon),
- création de la communauté de communes Randon - Margeride par fusion de la communauté de communes du canton de Châteauneuf-de-Randon, de la communauté de communes Margeride Est et de la communauté de communes de la Terre de Randon,
- création de la communauté de communes des Terres d'Apcher-Margeride-Aubrac par fusion de la communauté de communes Apcher-Margeride-Aubrac et de la communauté de communes des Terres d'Apcher (moins la commune des Monts-Verts).

### Communautés de communes ayant été dissoutes
- Communauté de communes Apcher-Margeride-Aubrac
- Communauté de communes de l'Aubrac lozérien
- Communauté de communes Aubrac-Lot-Causse
- Communauté de communes du canton de Châteauneuf-de-Randon
- Communauté de communes du Causse du Massegros
- Communauté de communes de la Cévenne des Hauts Gardons
- Communauté de communes Florac Sud Lozère
- Communauté de communes des Gorges du Tarn et des Grands Causses
- Communauté de communes du Goulet-Mont Lozère
- Communauté de communes des Hautes Terres
- Communauté de communes Margeride Est
- Communauté de communes du Pays de Chanac
- Communauté de communes cévenoles Tarnon-Mimente
- Communauté de communes de la Terre de Peyre
- Communauté de communes de la Terre de Randon
- Communauté de communes des Terres d'Apcher
- Communauté de communes du Valdonnez
- Communauté de communes de la Vallée de la Jonte
- Communauté de communes de la Vallée Longue et du Calbertois en Cévennes
- Communauté de communes de Villefort